# The Graph

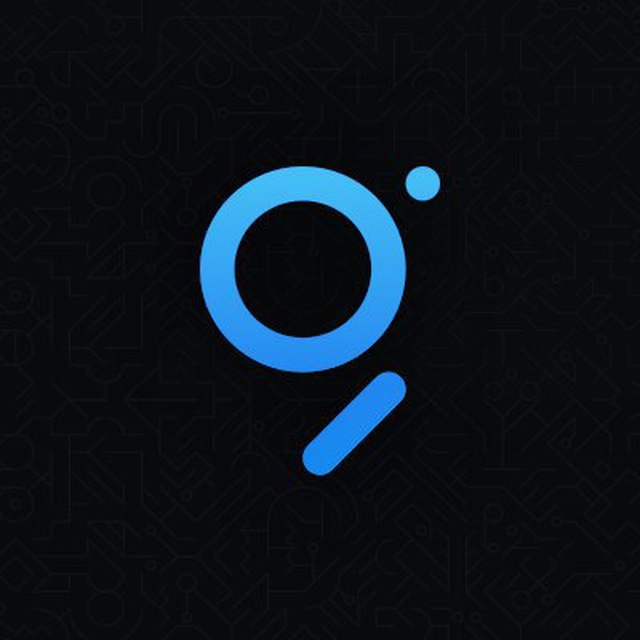
Logo von The Graph

The Graph ist ein Indexierungsprotokoll zum Organisieren und Abfragen von Daten aus Blockchains und Speichernetzwerken. Entwickler können damit öffentliche Daten durchsuchen, finden, veröffentlichen und nutzen, um dezentrale Anwendungen (dApps) zu erstellen. Das Graph Network ermöglicht den Zugriff auf dezentrale Anwendungen über öffentliche Programmierschnittstellen, sogenannte Subgraphs. Die native Währung von The Graph ist der Token GRT. Freiwillige Helfer, die als Kuratoren (Curators), Indexer und Delegatoren bezeichnet werden, arbeiten daran, Daten zu verarbeiten und sie Konsumenten (Consumers) zur Verfügung zu stellen. The Graph bietet derzeit Unterstützung für die Datenindizierung von 69 verschiedenen Blockchain-Protokollen, darunter Ethereum, NEAR, Arbitrum, Optimism, Polygon, Avalanche, Celo, Fantom und Cosmos.

## Geschichte
The Graph wurde 2018 von Yaniv Tal, Brandon Ramirez und Jannis Pohlman auf der Ethereum-Blockchain ins Leben gerufen. Im Juni 2020 sammelte The Graph 5 Millionen US-Dollar in einem Token-Verkauf von Framework Ventures, Coinbase Ventures, CoinDesk (Digital Currency Group), Multicoin Capital, DTC Capital und anderen. Im Oktober 2020 wurde die Steuerung des Netzwerks an eine unabhängige Stiftung namens The Graph Foundation übertragen. Im Oktober 2020 sammelte The Graph 12 Millionen US-Dollar in einem öffentlichen Verkauf seines nativen GRT-Tokens ein. Im Dezember 2020 wurde das Mainnet von The Graph gestartet. Im Januar 2022 sammelte die The Graph Foundation 50 Millionen US-Dollar in einem Verkauf digitaler Token an Investoren, angeführt von Tiger Global Management. Im Februar 2022 kündigte eine Gruppe von Risikokapitalgesellschaften die Auflegung eines Ökosystemfonds in Höhe von 205 Millionen US-Dollar zur Unterstützung von Entwicklern an, die auf dem The Graph-Protokoll aufbauen.

## Fördermittel und Unterstützung
Die The Graph Foundation vergibt regelmäßig Fördermittel an Projekte, die zur Entwicklung des Ökosystems beitragen. Beispielsweise wurde im Jahr 2021 ein Stipendium in Höhe von 1 Million US-Dollar an Sommelier vergeben, um die Forschung und Entwicklung im Bereich der dezentralen Finanzdienstleistungen (DeFi) zu fördern. Zudem erhielt The Guild im Jahr 2021 ein Stipendium in Höhe von 48 Millionen US-Dollar, um als Kernentwickler an The Graph mitzuarbeiten.